# La Lande-d’Airou
Lande-d’Airou – miejscowość i gmina we Francji, w regionie Normandia, w departamencie Manche.
Według danych na rok 1999 gminę zamieszkiwały 482 osoby, a gęstość zaludnienia wynosiła 31 osób/km² (wśród 1815 gmin Dolnej Normandii Lande-d’Airou plasuje się na 472. miejscu pod względem liczby ludności, natomiast pod względem powierzchni na miejscu 227.).